# São Miguel de Taipu
Pour les articles homonymes, voir São Miguel.
São Miguel de Taipu est une ville brésilienne du sud-est de l'État de la Paraíba.
Sa population était estimée à 6 568 habitants en 2007. La municipalité s'étend sur 93 km2.